# Kvidden
Kvidden är en sjö i Lindesbergs kommun i Västmanland och ingår i Norrströms huvudavrinningsområde.